# Semotilus lumbee
Semotilus lumbee là một loài cá vây tia trong họ Cyprinidae. Đây là loài đặc hữu của Hoa Kỳ.